# JoJo’s Bizarre Adventure (OVA)
JoJo’s Bizarre Adventure (яп. ジョジョの奇妙な冒険 Дзёдзё но кимё:на бо:кэн, Невероятные приключения ДжоДжо) — серия OVA-адаптаций, созданных студией A.P.P.P. по мотивам Stardust Crusaders — третьей части манги — JoJo’s Bizarre Adventure авторства Хирохико Араки. Сериал поделён на две части, вышедшие в 1993 и 2000 годах. При этом хронологический порядок серий не соответствует дате их выхода, так как серии 1993 года показывают вторую часть сюжета манги Stardust Crusaders, а серии 2000 года — её начало. Это также самая первая экранизация манги Jojo.

## Сюжет
Сюжет OVA-сериала повторяет сюжет оригинальной манги Stardust Crusaders, однако значительно укорочен; из него убрали множество сцен сражений с разными носителями стендов, целые сюжетные линии, где герои бывают в Сингапуре, Пакистане, Арабских Эмиратах, пересекают Красное Море и тд. Также изменены некоторые особенности развития сюжета; например сцена нападения Нориаки Какёина на Джотаро. OVA-сериал, в отличие от манги-оригинала, обладает в общем более мрачной и серьёзной атмосферой и лишён духа самоиронии.
Действие происходит в 1989 году, молодой Дзётаро Кудзё получает таинственную силу «стенд» (яп. スタンド сутандо). Причина кроется в том, что из столетнего сна пробудился вампир по имени Дио Брандо, чей саркофаг выловили со дна атлантического океана. Дио ещё 100 лет назад сумел захватить тело Джонатана Джостара, прапрадедушки Дзётаро, которым заменил своё, ранее уничтоженное. По этой причине у всех потомков Джонатана пробуждаются стенды. Дзётаро сначала пугается своей силы, думая, что одержим злым духом, но Джозеф Джостар, его дедушка вводит Дзётаро в курс дела и предупреждает, что новая сила стенда медленно пожирает силы матери Дзётаро — Холли Кудзё и чтобы её спасти, необходимо уничтожить Дио. У героев есть на это 50 дней. Так Дзётаро и Джозеф отправляются путешествовать по средней Азии и ближнему востоку, так как лететь на самолёте слишком опасно. Во время путешествия герои сталкиваются с разными носителями стендов, подосланных Дио, а также находят новых союзников, таких, как Мохаммед Абдул, Нориаки Какёин, Жан-Пьер-Польнарефф и собака Игги.

## Персонажи
В OVA-сериале психологический портрет некоторых персонажей был изменён, например OVA-сериал не отражает процесс морального взросления Дзётаро Кудзё, перед зрителем он сразу престаёт тихим, немногословным и рациональным человеком, хотя в оригинале был изначально представлен избалованным и капризным подростком. Больше всего изменился Характер Джозефа Джостара; если в манге-оригинале он представлял собой энергичного, эксцентричного и хитрого персонажа, выполняя комическую роль, в OVA-сериале он голос разума; показан серьёзно настроенным и мудрым стариком, повидавшим жизнь.  
Список сейю, озвучивающих основных персонажей, в OVA-сериях 1993 и 2000 года актёрский состав не был измемён.
- Дзётаро Кудзё — Дзюрота Косуги
- Джозеф Джостар — Тикао Оцука
- Жан-Пьер-Польнарефф — Кацудзи Мори
- Мохаммед Абдул — Киёси Кобаяси
- Дио Брандо — Нобуо Танака

## Выпуск
Первый OVA-сериал JoJo no Kimyou na Bouken (яп. ジョジョの奇妙な冒険) состоит из шести серий и начинается с середины третьей части манги, где главные герои уже пересекают аравийские пустыни. Он выпускался с 19 ноября 1993 года по 18 ноября 1994 года. Серии были выпущены компанией Pony Canyon на видеокассетах и лазердисках.
Второй OVA-сериал под названием JoJo’s Bizarre Adventure: Adventure (яп. ジョジョの奇妙な冒険 ADVENTURE) выпускался с 25 мая 2000 года по 25 октября 2002 года на видеокассетах и DVD-дисках, его сюжет разворачивается с начала третьей части манги. Так как хронология первого OVA-сериала охватывает вторую часть истории, на территории США было решено сначала выпустить вторую часть серий OVA, а после неё — первую часть. Распространением занималась компания Super Techno Arts, которая публиковала серии на DVD-изданиях с 2003 года по 2005 год в английском дубляже. OVA-серии были также дублированы на французском языке студией Jérôme PAUWELS, и на итальянском студией Raflesia srl.
Серии были показаны в 2003 году на Trinoc-Con — конференции, посвящённой научной фантастике в Дареме (Северная Каролина, США).

## Музыка
K OVA-сериалу было выпущено 3 музыкальных альбома;
Самый первый альбом Jojo’s Bizarre Adventure OVA OST 1 (яп. ジョジョの奇妙な冒険オリジナル・サウンドトラックVol.1) был выпущен 3 ноября 1993 года и состоял из 11 саундтреков. Второй альбом под названием Jojo’s Bizarre Adventure OVA OST 2 (яп. ジョジョの奇妙な冒険オリジナル・サウンドトラックVol.2) был выпущен 19 августа 1994 года и состоит из 19 синглов. Третий альбом — Jojo’s Bizarre Adventure OVA OST 3 (яп. ジョジョの奇妙な冒険オリジナル・サウンドトラックVol.3) был выпущен 18 ноября 1994 года и включает в себя 19 треков. Музыка, представленная в трёх альбомах звучит в OVA-сериале а композитором является Марко Д'Амброзио.

## Список серий
Ниже представленные серии распределены по порядку развития сюжета, а не дате выпуска
| 1 | The Evil Spirit/"Stand" «Сутандо» (悪霊 -スタンド-)                                                                                                | Кэньити Такасима | 5 мая 2000 года       |
| Дзётаро Кудзё думает, что одержим злым духом и добровольно сдаётся в тюрьму. К нему приходят Джозеф Джостар и Мохаммед Авдол, объясняя, что такое сила стенда и вводя в курс дела. | |                  |                       |
| 2 | Hierophant Green «Хайэрофанто Гуриːн» (法皇の緑 -ハイエロファントグリーン-)                                                                        | Кэньити Такасима | 25 августа 2000 года  |
| Дзётаро узнаёт о силе своего стенда и о враге его семьи — Дио Брандо, которого надо убить. На героя нападает его первый приспешник — Нориаки Какёин, однако выясняется, что его волю контролировал паразит, созданный из клеток Дио. Какёин решает присоединиться к Дзётаро; их ждёт дальнее путешествие в Египет.                                                                                                 | |                  |                       |
| 3 | Silver Chariot and Strength «Сирубаː Тариотцу то Суторэнгусу» (銀の戦車＆力 -シルバーチャリオッツ＆ストレングス-)                                  | Кэньити Такасима | 27 октября 2000 года  |
| Герои решают лететь на самолёте, он терпит крушение в море, герои находят дрейфующий корабль без экипажа, где их встречает очередная пешка Дио — Жан-Пьер Польнарефф и атакует стендом Silver Chariot. Как и Какёин, он действовал не по своей воле и герои освобождают его от паразита. Польнарефф тоже решает присоединится к героям.                                                                            | |                  |                       |
| 4 | The Emperor and the Hanged Man «Энпэраː то Хангудомаːн» (皇帝と吊られた男 -エンペラーとハングドマン-)                                              | Такао Тавагути   | 27 апреля 2001 года   |
| По пути в Египет, на Польнареффа нападает Джи Гейл владелец стенда Hanged Man, имеющий две правые руки. Подозревая, что владелец стенда является и убийцей младшей сестры Польнареффа, он решает отделится от группы и расправится с убийцей. Однако на него нападает Джи Гейл с его партнёром Хол Хорсом. На подмогу Польнареффу пробегают герои, но Хол Хорс серьёзно ранит Авдола.                              | |                  |                       |
| 5 | The Judgement «Сабаки» (裁き -Sanction-) | Такао Тавагути   | 27 июля 2001 года     |
| Джи Гейл нападает берёт в осаду Какёина и Польнареффа, имея преимущества благодаря локации. Его стенд способен атаковать из любого отражения со скоростью света. В конце концов героям удаётся победить Джи Гейла. | |                  |                       |
| 6 | The Mist of Vengeance «Хоːфуку но Кири» (報復の霧 -Vengeance-)                                                                                     | Такао Тавагути   | 28 сентября 2001 года |
| Главные герои продолжают путешествие и попадают в маленький городок, спрятанный в тумане, где её жители выглядят странно и похожи на живые трупы. Таинственная пожилая женщина по имени Энья предлагает героям остановится в её отеле. Однако Энья — приспешница Дио и мать убитого Джи Гейла. У неё двойная причина расправится с героями, и первым делом она решает растравится с Польнареффом, убившим её сына. | |                  |                       |
| 7 | Justice «Дзясутису» (正義 -ジャスティス-) | Такао Тавагути   | 25 января 2002 года   |
| Энья превращает Польнареффа с помощью своего стенда в живую марионетку и призывает легион мертвецов, чтобы атаковать главных героев. Однако Энья терпит поражение от Дзётаро. Город и его население, как выяснилось, не существовали уже сотню лет. | |                  |                       |
| 8 | Iggy the Fool and N'Doul the GEB (Pt. I) «"Дза Фуːру" но Игиː то "Гэбу-син" но Ндуːру -Дзэнпэн-» (「愚者」のイギーと「ゲブ神」のンドゥール -前編-) | Сатоси Кон       | 19 ноября 1993 года   |
| Дзётаро и его союзники наконец то добираются до Египта. В пустыне их встречает вертолёт из фонда Спидвагона и приносит собаку Игги, также владеющую стендом. Однако сотрудников фонда внезапно что-то убивает. | |                  |                       |
| 9 | Iggy the Fool and N'Doul the GEB (Pt. II) «"Дза Фуːру" но Игиː то "Гэбу-син" но Ндуːру -Коːхэн-» (「愚者」のイギーと「ゲブ神」のンドゥール -後編-) | Сатоси Кон       | 17 декабря 1993 года  |
| Убийцей оказывается Эн Доул, чей водяной стенд может атаковать на расстоянии нескольких километров. Однако стенд может атаковать при наличии источника звука. Дзётаро при помощи стенда Игги — Fool решает незаметно добраться до самого владельца водяного стенда. | |                  |                       |
| 10 | D'Arby the Gambler «Даːби Дза Гянбураː» (ダービー・ザ・ギャンブラー)                                                                               | Хироюки Китакубо | 21 июля 1994 года     |
| Герои добираются до Каира и ищут здание по фотографии, где прячется Дио. Им решает помочь таинственный незнакомец Д’Арби в обмен на выигрыш в карточной игре, однако Д’Арби оказывается приспешником Дио и с помощью жульнической игры, берёт с помощью стенда Osiris в заложники души Польнареффа и Джозефа. Единственный способ спасти их — выиграть игру у Д’Арби. Дзётаро идёт на риск.                        | |                  |                       |
| 11 | DIO's World: The Warrior of the Void: Vanilla Ice «ДИО но Сэкаи -Акуː но Сёки Ванира Аису-» (DIOの世界 -亜空の瘴気ヴァニラ・アイス-)               | Сатоси Кон       | 9 августа 1994 года   |
| Герои добираются до поместья Дио. Где на них нападает Ванилла Айс, чей стенд представляет собой сферу, поглощающую любую материю, с которой она соприкоснётся. Он мгновенно убивает Авдола. Против него сражаться решают Польнарефф и Игги. Остальные герои же решают преследовать Дио по горячим следам. Ванилла Айс смертельно ранит Игги, но Польнареффу удаётся его победить.                                  | |                  |                       |
| 12 | DIO's World: Kakyoin - Duel in the Barrier «ДИО но Сэкаи -Какёин: Кэккаи но Ситоː-» (DIOの世界 -花京院 結界の死闘-)                                | Сатоси Кон       | 21 октября 1994 года  |
| Дзётаро и Дио сталкиваются на улицах ночного Каира. Однако Дио демонстрирует силу останавливать время на несколько секунд, из-за чего находится в преимущественном положении. Герои же не могут понять секрет стенда Дио. Хотя Какёин пытается загнать Дио в угол, тот при помощи остановки времени наносит ему последний и смертельный удар. Какёин погибает.                                                     | |                  |                       |
| 13 | DIO's World: Farewell, My Friends «ДИО но Сэкаи -Сараба Томо ё-» (DIOの世界 -さらば友よ-)                                                          | Сатоси Кон       | 18 ноября 1994 года   |
| Дзётаро после множественного применения Дио остановки времени замечает, что тоже может останавливать время с помощью стенда. Он сталкивается в финальном сражении с Дио и Дзётаро побеждает. | |                  |                       |

## Восприятие
Ричард Айтенбайс, критик сайта Kotaku.com, назвал OVA сериал достойным и 20 лет спустя, похвалил серии за качество графики, которая по прежнему выдерживает качественную планку и в наше время. Также среди достоинств экранизации 1993 года, критик отметил наличие юмора, которого начисто лишена экранизация 2000 года. Среди общих недостатков критик отметил наличие слишком простого и предсказуемого сюжета, а также изобилие лишних диалогов, замедляющих действия сражений. Эрук Гаэдэ, из сайта Themanime, назвал анимацию серий 1993 года серой, а местами и вовсе «никакой». Многие моменты сюжета могут показаться непонятными, если зритель не знаком с оригинальной мангой. С другой стороны сцены сражений захватывают и в то же время правдоподобны.
Критик сайта animeanemoscope считает, что несмотря на сильное сокращение сюжета до самых ключевых моментов и сражений, он от этого выглядит достаточно понятным и простым, поэтому может стать неплохим введением для новичков, которые интересуются франшизой jojo, однако для них серии обязательно надо смотреть в обратном порядке: сначала серии 2000 года, а потом 1993 года.

### Скандал с исламскими фундаменталистами
В мае 2008 года компании Shueisha и Studio APPP были вынуждены приостановить выпуск манги и серий OVA после того, как египетские исламские фундаменталисты пожаловались на содержание OVA, заметив, что Дио Брандо — главный злодей сериала — обещал убить главного героя Дзётаро Кудзё, читая стихи из Корана. В частности, они утверждали, что всё это было создано для того, чтобы представить мусульман в образе террористов. В результате компании Viz Media и Shueisha были вынуждены прекратить публикацию манги на целый год и принесли официальные извинения мусульманским общинам. Сам автор изобразил в манге не Коран, а лишь книгу с непонятными символами, а при создании аниме аниматоры, не знавшие арабского, решили вставить случайный текст на этом языке — это оказалась сура Ар-Раад из Корана. После данного заявления более чем на 300 арабских и исламских форумах появились гневные комментарии с обвинениями Японии в оскорблении Корана и мусульман.

## Комментарии
1. ↑  ДжоДжо — это изначально сокращённое название от имени и фамилии главного героя первой части манги — Джонатана Джостара, такой же перевод присутствует в русских базах данных.